# Zapovjednik
Zapovjednik (en. Commanding officer - CO) je časnik oružanih snaga koji zapovijeda vojnom postrojbom i koji, u skladu s odgovarajućim zakonima, ima široke ovlasti donošenja odluka u vezi funkcioniranja i uporabe postrojbe kojom zapovijeda, ali i značajne odgovornosti (npr. uporaba snaga, financije, oprema, Ženevske konvencije), obveze (npr. prema nadređenima, izvšenje misije, briga o osoblju) i moć (npr. primjena stegovnih mjera).
Čin zapovjednika postrojbe određene razine je najčešće definiran njenim ustrojem, tj. dokumentom kojim se definira veličina i organizacija postrojbe, a njeni ovlašteni zapovjednik je najčešće časnik koji se je u službi dokazao sposobnim voditi ljude, brinuti se o njima i donositi pravovremene i ispravne odluke i u najkritičnijim trenucima. Zapovjednik postrojbe najčešće ima zamjenika zapovjednika (en. Executive officer - XO) koji upravlja osobljem i svakodnevnim poslovima. Veće postrojbe najčešće imaju stožere i stožerne časnike s različitim odgovornostima i obvezama.